# Bradysia macfarlanei
Bradysia macfarlanei is een muggensoort uit de familie van de rouwmuggen (Sciaridae). De wetenschappelijke naam van de soort is voor het eerst geldig gepubliceerd in 1920 door Jones.